# Turecká ženská basketbalová reprezentace
Turecká ženská basketbalová reprezentace reprezentuje Turecko v mezinárodních soutěžích v basketbalu.

## Mistrovství světa
| Rok/pořádající země | Účast                           |
| ------------------- | ------------------------------- |
| MS 1953 Chile       | Ne                              |
| MS 1957 Brazílie    | Ne                              |
| MS 1959 SSSR        | Ne                              |
| MS 1964 Peru        | Ne                              |
| MS 1967 ČSSR        | Ne                              |
| MS 1971 Brazílie    | Ne                              |
| MS 1975 Kolumbie    | Ne                              |
| MS 1979 Korea       | Ne                              |
| MS 1983 Brazílie    | Ne                              |
| MS 1986 SSSR        | Ne                              |
| MS 1990 Malajsie    | Ne                              |
| MS 1994 Austrálie   | Ne                              |
| MS 1998 Německo     | Ne                              |
| MS 2002 Čína        | Ne                              |
| MS 2006 Brazílie    | Ne                              |
| MS 2010 Česko       | Ne                              |
| MS 2014 Turecko     | 4. místo                        |
| MS 2018 Španělsko   | 10. místo                       |
| MS 2022 Bulharsko   | Ne                              |
| Celkem              | Účast – 2× · – 0× · – 0× · – 0× |

## Mistrovství Evropy
| Rok/pořádající země                   | Účast                            |
| ------------------------------------- | -------------------------------- |
| ME 1938 Itálie                        | Ne                               |
| ME 1950 Maďarsko                      | Ne                               |
| ME 1952 SSSR                          | Ne                               |
| ME 1954 Jugoslávie                    | Ne                               |
| ME 1956 ČSR                           | Ne                               |
| ME 1958 Polsko                        | Ne                               |
| ME 1960 Bulharsko                     | Ne                               |
| ME 1962 Francie                       | Ne                               |
| ME 1964 Maďarsko                      | Ne                               |
| ME 1966 Rumunsko                      | Ne                               |
| ME 1968 Itálie                        | Ne                               |
| ME 1970 Nizozemsko                    | Ne                               |
| ME 1972 Bulharsko                     | Ne                               |
| ME 1974 Itálie                        | Ne                               |
| ME 1976 Francie                       | Ne                               |
| ME 1978 Polsko                        | Ne                               |
| ME 1980 Jugoslávie                    | Ne                               |
| ME 1981 Itálie                        | Ne                               |
| ME 1983 Maďarsko                      | Ne                               |
| ME 1985 Itálie                        | Ne                               |
| ME 1987 Španělsko                     | Ne                               |
| ME 1989 Bulharsko                     | Ne                               |
| ME 1991 Izrael                        | Ne                               |
| ME 1993 Itálie                        | Ne                               |
| ME 1995 Česko                         | Ne                               |
| ME 1997 Maďarsko                      | Ne                               |
| ME 1999 Polsko                        | Ne                               |
| ME 2001 Francie                       | Ne                               |
| ME 2003 Řecko                         | Ne                               |
| ME 2005 Turecko                       | 8. místo                         |
| ME 2007 Itálie                        | 9. místo                         |
| ME 2009 Lotyšsko                      | 9. místo                         |
| ME 2011 Polsko                        | Stříbrná medaile                 |
| ME 2013 Francie                       | Bronzová medaile                 |
| ME 2015 Maďarsko, Rumunsko            | 5. místo                         |
| ME 2017 Česko                         | 5. místo                         |
| ME 2019 Srbsko, Lotyšsko              | 14. místo                        |
| ME 2021 Francie, Španělsko            | 14. místo                        |
| ME 2023 Slovinsko, Izrael             | 14. místo                        |
| ME 2025 Česko, Itálie, Německo, Řecko | 7. místo                         |
| Celkem                                | Účast – 11× · – 0× · – 1× · – 1× |

## Olympijské hry
| Rok/pořádající země | Účast                           |
| ------------------- | ------------------------------- |
| Montreal 1976       | Ne                              |
| Moskva 1980         | Ne                              |
| Los Angeles 1984    | Ne                              |
| Soul 1988           | Ne                              |
| Barcelona 1992      | Ne                              |
| Atlanta 1996        | Ne                              |
| Sydney 2000         | Ne                              |
| Atény 2004          | Ne                              |
| Peking 2008         | Ne                              |
| Londýn 2012         | 5. místo                        |
| Rio de Janeiro 2016 | 6. místo                        |
| Tokio 2020          | Ne                              |
| Paříž 2024          | Ne                              |
| Celkem              | Účast – 2× · – 0× · – 0× · – 0× |